# Ice Cream (BLACKPINKとセレーナ・ゴメスの曲)
「Ice Cream」（アイスクリーム）は、韓国のガールズグループBLACKPINKの楽曲である。2ndシングルとして2020年8月28日にYGエンターテインメント、インタースコープ・レコードによってリリース。アメリカの歌手で女優のセレーナ・ゴメスがフィーチャリングとして参加している。

## 概要
前作「How You Like That」以来約1ヶ月ぶりの新曲のリリースとなった。BLACKPINK史上最もスパンの短いリリースである。
タイトル曲「Ice Cream (with Selena Gomez)」では、BLACKPINK初となる甘くポップな曲調に仕上がっており、シンプルなリズムと軽快なサウンドが際立つ、アイスクリームというタイトルのように暑い夏にぴったりなポップジャンルの曲で「表面上は冷たく見えるが、実は甘い」というアイスクリームに見立てた歌詞を、元気いっぱいなメロディーに乗せたような曲となっている。
今回のプロデューサーは、アリアナ・グランデなどを手掛けているトミー・ブラウンなどが担当している。
作詞・作曲にはセレーナ・ゴメスの他アリアナ・グランデなども参加している。

## 背景とリリース
2020年5月18日にYGエンターテインメントより、1stフルアルバム『THE ALBUM』を制作していることが発表され、先行公開曲を6月にリリースし、第2の新曲を7~8月頃リリースすることが発表された。
7月23日、予告ポスターを公開し、8月中にリリースすることを発表。また、新曲にフィーチャリングの相手がいることも併せて発表された。
8月4日、新曲のポスター公開及び発売日が8月28日であると発表したと同時に、10月2日に1stフルアルバムの発売が決定したことを発表。
8月12日、フィーチャリングの相手がセレーナ・ゴメスであると発表された。
8月21日、新曲のタイトルが「Ice Cream」であると発表された。
8月24日、ティーザー映像を公開した。
8月24~26日、ジス、ジェニー、ロゼ、リサ、セレーナ・ゴメスの順に個人予告イメージを公開。
8月27日、ミュージックビデオのティーザー映像を公開した。
8月28日、0時(EST)・13時(KST)にミュージックビデオ及び音源を公開した。

## ミュージックビデオ
甘いアイスクリームを思わせるセットとパステルトーンのキュートで可愛らしい小道具、カラフルな衣装と、全体的にスポーティな雰囲気のスタイリングのミュージックビデオとなっている。
8月28日の0時(EST)・13時(KST)にミュージックビデオを公開し、1日と半日後に1億回再生を突破した。
アメリカを始め世界各国88地域のYouTubeのミュージックビデオ・トレンディングワールドワイドで1位を獲得した。

## トラックリスト
| #         | タイトル                           | 作詞                              | 作曲                                                                                                 | 編曲                        | 時間 |
| --------- | ---------------------------------- | --------------------------------- | --- | --------------------------- | ---- |
| 1.        | 「 Ice Cream (with Selena Gomez)」 | Bekuh BOOM, Victoria Monēt, TEDDY | Tommy Brown, Mr. Franks, Teddy, Bekuh BOOM, Victoria Monēt, 24, セレーナ・ゴメス, アリアナ・グランデ | Tommy Brown, Mr. Franks, 24 | 2:55 |
| 合計時間: | 合計時間:                          | 合計時間:                         | 合計時間:                                                                                            | 合計時間:                   | 2:55 |

## チャート成績

### 韓国
- 発売日の午後2時、韓国音楽配信サイトバグズ!のリアルタイムランキング1位になり、genieでは6位になった[24]。
- ガオンデジタルチャートでは、初週51位を獲得し[25]、翌週には8位を獲得した[25]。

### 全世界
- アメリカのビルボードチャート「Billboard Hot 100」では13位を記録し、自己最高記録を更新した[26]。
- イギリスの全英シングルチャート「シングルトップ40」では39位を記録[27]。
- 中国の最大音楽サイトQQミュージックのデジタルアルバム、新曲、ミュージックビデオチャートで3冠王に輝き、クーガーミュージックとクーワーミュージックではたった1日でデジタルアルバム週間チャートのトップを総なめした[22]。

## リリース歴
| 地域         | 日付          | 規格     | 販売                                              |
| ------------ | ------------- | -------- | ------------------------------------------------- |
| 韓国、全世界 | 2020年8月28日 | 音楽配信 | YGエンターテインメント インタースコープ・レコード |